# 奥拉夫·比约恩斯塔
奥拉夫·比约恩斯塔（挪威語：Olav Bjørnstad，1882年12月16日—1963年6月13日），挪威男子赛艇运动员。他曾代表挪威参加1912年夏季奥林匹克运动会赛艇比赛，获得男子四人单桨有舵手内桨架铜牌。